# Lea Sölkner
Lea Solkner, née le 24 décembre 1958 à Tauplitz, est une ancienne skieuse alpine autrichienne.

## Palmarès

### Jeux olympiques d'hiver
| Épreuve / Édition   | Descente | Slalom géant | Slalom  |
| JO 1980 Lake Placid | —        | Abandon      | Abandon |
| JO 1984 Sarajevo    | 8e       | —            | Abandon |

### Championnats du monde
| Épreuve / Édition                    | Descente | Slalom géant | Slalom  | Combiné |
| Mondiaux 1978 Garmisch-Partenkirchen | —        | 11e          | Or      | —       |
| JO 1980 Lake Placid                  | —        | Abandon      | Abandon | —       |
| Mondiaux 1982 Schladming             | 22e      | —            | 14e     | Abandon |

### Coupe du monde
- Meilleur résultat au classement général : 6e en 1982
  - 1 victoire : 1 slalom

| Année/Classement | Général | Général | Descente | Descente | Géant  | Géant  | Slalom | Slalom | Combiné | Combiné |
| Année/Classement | Class.  | Points  | Class.   | Points   | Class. | Points | Class. | Points | Class.  | Points  |
| ---------------- | ------- | ------- | -------- | -------- | ------ | ------ | ------ | ------ | ------- | ------- |
| 1976             | 32e     | 11      | -        | -        | -      | -      | -      | -      | 9e      | 11      |
| 1977             | 15e     | 59      | -        | -        | 7e     | 36     | 13e    | 14     | -       | -       |
| 1978             | 9e      | 70      | -        | -        | 7e     | 36     | 5e     | 65     | -       | -       |
| 1979             | 11e     | 95      | -        | -        | 16e    | 31     | 3e     | 84     | -       | -       |
| 1980             | 17e     | 45      | -        | -        | 21e    | 10     | 10e    | 41     | -       | -       |
| 1981             | 31e     | 45      | 18e      | 26       | 25e    | 6      | 37e    | 3      | 20e     | 10      |
| 1982             | 6e      | 137     | 6e       | 64       | -      | -      | 18e    | 32     | 4e      | 41      |
| 1983             | 32e     | 42      | 9e       | 40       | -      | -      | 32e    | 4      | -       | -       |
| 1984             | 13e     | 95      | 9e       | 46       | -      | -      | 28e    | 9      | 6e      | 44      |

#### Détail des victoires
| Saison / Épreuve | Slalom  | Total |
| 1979             | Schruns | 1     |
| Total            | 1       | 1     |

### Arlberg-Kandahar
- Meilleur résultat : 2e place dans le slalom 1978 à Saint-Gervais et le combiné 1983-84 à Val-d'Isère/Sestrières